# Каменг (слоновий заповедник)
Каменг-Элефант (англ. Kameng Elephant Reserve) — слоновий заповедник на северо-востоке Индии, в штате Аруначал-Прадеш, основанный в 2002 году. Расположен в округах Западный Каменг и Восточный Каменг, в предгорьях Гималаев. Площадь заповедника составляет 1894 км².
Заповедник простирается от реки Папум на востоке до границы с Бутаном на западе. На юге он граничит с заповедником Сонаи-Рупаи и национальным парком Намери, которые расположены уже в штате Ассам. К северу от заповедника находятся заповедный лес Тенга и лес штата Сеппа. Каменг-Элефант включает в себя заповедник Сесса-Орчид (36 км²) — на севере, Иглнест (128 км²) — на западе и тигриный заповедник Пакхуи (586 км²) — на востоке, на другом берегу реки Каменг. Высота территории заповедника изменяется от 100 до 3250 м над уровнем моря.
По данным на 2001 год на территории современного заповедника проживали 377 индийских слонов. Кроме того, здесь встречается бенгальский тигр, леопард, дымчатый леопард, малая панда, кабарговые, индийский замбар, свиной олень, гималайский медведь, кошка-рыболов, камышовый кот, медленный лори, гаур, двухцветная белка, макак-резус, хохлатый тонкотел, харза, лисы, зайцы и др. В заповеднике водятся около 300 видов птиц, включая 4 вида птиц-носорогов, а также около 250 видов бабочек.